# Chantecoq, l'espionne de Guillaume
Pour les articles homonymes, voir Chantecoq (homonymie) et L'Espionne.
Pour plus de détails, voir Fiche technique et Distribution.
Chantecoq, l'espionne de Guillaume  est un film d'espionnage français réalisé par Henri Pouctal, sorti en 1916.

## Synopsis
À la veille de la Première Guerre mondiale, trois espions allemands infiltrés en France, sabotent le travail d'une usine d'explosifs à Bar-le-Duc, tout en tentant de dérober la formule secrète d'un nouvel explosif. La meneuse, Emma Luckner, surnommée l'espionne de Guillaume, a un accès direct avec le Kaiser. Elle est assistée par le colonel von Reitzer, déguisé en Gerfaut, un contremaître à la fabrique d'explosifs et du capitaine Ulrich von Herfeld, déguisé en Marois, l'un des plus riches propriétaires de Bar-le-Duc. L'ingénieur Vallier, sous-directeur de l'usine, et Yvonne, la fille du directeur de l'usine, M. Richard, sont amoureux mais M. Richard a promis sa main à Marois. Pendant ce temps, à Paris, le détective Chantecoq est chargé de découvrir qui sabote le bon fonctionnement de l'usine.
Le détective commence ses investigations à Bar-le-Duc, déguisé en paysan. Le soir même, Gerfaut, après avoir fait sauter l'usine, envoie un mot anonyme à Richard lui demandant de le retrouver dans une chapelle en ruines. Là, il lui propose de l'argent pour la formule. Richard, outré, l'attaque mais est abattu par des complices de l'espion allemand. Plus tard, Chantecoq trouve le corps de Richard caché près de la chapelle en ruines. Après ce meurtre, Gerfaut se rend dans la capitale, déguisé en Richard pour rencontrer l'inventeur Aubry afin d'obtenir la formule explosive. Plutôt que de la lui donner, Aubry lui propose de l'accompagner à Bar-le-Duc et de commencer ensemble la fabrication. Avant que le voyage en train n'ait lieu, Aubry est prévenu par Chantecoq que Richard est mort et qu'il a rencontré un imposteur. Ils conviennent que Chantecoq se déguisera en Aubry et voyagera avec le faux Richard pour tenter de le confondre. De son côté, Emma déguisée en veuve, prend place dans le même compartiment que les deux hommes et les deux espions finissent par maitriser le français. Découvrant la réelle identité de Chantecoq, ils l'expédient en Allemagne dans une malle.
Au même moment, à Bar-le-Duc, la police a trouvé le corps de Richard et Gerfaut déclare à la police que Vallier est le meurtrier et organise une manifestation d'ouvriers l'accusant. La police trouve dans le bureau du sous-directeur des documents prouvant ses contacts avec une puissance étrangère. Malgré ses protestations que les documents sont faux, il est arrêté pour meurtre et haute trahison. En Allemagne, Chantecoq est présenté au prince héritier qui est convaincu qu'il va lui donner la formule explosive. Chantecoq fait semblant d'être d'accord mais Emma ne le croit pas et tente de le faire empoisonner. Chantecoq donne son repas à son garde de faction, qui meurt ensuite. Il se plaint de cette tentative d'assassinat auprès du prince héritier qui fait renvoyer Emma en France. Là, avec Gerfaut et Marois, ils forcent le coffre d'Aubry pour voler la formule. Mais Aubry avait piégé le coffre, provoquant la mort de Marois et l'arrestation de Gerfaut et Emma.
Chantecoq est invité à déjeuner avec le prince héritier sur la terrasse d'un de ses châteaux surplombant un lac séparant l'Allemagne de la Suisse. Chantecoq assomme son hôte avec une bouteille et s'échappe sur une barque. Il se réjouit d'abord de sa fuite facile mais déchantera rapidement lorsque les hommes du prince commenceront à lui tirer dessus et le poursuivront avec une vedette. Juste avant d'être rattrapé, Chantecoq se jette à l'eau. À Paris, lors du procès pénal de Vallier, Gerfaut renouvelle ses accusations et Aubry tente de défendre Vallier, convaincu qu'un complot empêche Chantecoq de démontrer son innocence. Chantecoq apparaît enfin au procès, salué par la foule, à qui il présente les preuves d'innocence de Vallier.
Dans un épilogue, Chantecoq est assis dans un jardin avec ses amis et un flash-back montre comment il a réussi à arriver à la nage en Suisse.

## Fiche technique
- Titre : Chantecoq ou L'Espionne de Guillaume
- Réalisation : Henri Pouctal
- Scénario d'après L'Espionne de Guillaume d'Arthur Bernède et Pierre Decourcelle
- Pays de production :  France
- Société de production : Gaumont
- Format : Noir et blanc - Film muet
- Durée : 81 minutes
- Genre : Film de guerre
- Date de sortie : 1916

## Distribution
- Claude Mérelle : Emma Luckner
- Gaston Michel : Kaiser Guillaume
- Julien Clément
- Désiré Pougaud : Chantecoq[2]

## Production
Le film a été tourné en France au cours de la deuxième année de la Première Guerre mondiale, pendant la bataille de Verdun. Le lieu de l'action, Bar-le-Duc, était hautement symbolique étant donné que Verdun était presque encerclée par les Allemands et que la seule route la reliant au reste de la France était la route de Bar-le-Duc, qui était l'endroit où les fournitures et les hommes étaient concentrés avant d'être envoyés au front. Certaines sources indiquent qu'Abel Gance était le régisseur de Pouctal pour ce film. Georges Sadoul mentionne dans son Dictionnaire des cinéastes que, selon le critique de cinéma Louis Delluc, Henri Pouctal était l'un des meilleurs réalisateurs français de l'avant-guerre,
Selon Richard Abel, Chantecoq était l'un des détectives de cinéma les plus populaires pendant la guerre.

## Visionnage
- Chantecoq ou l'Espionne de Guillaume | Drupal